# Diego Alcorta
Diego Alcorta (Buenos Aires, 11 de noviembre de 1801 - Buenos Aires, 7 de enero de 1842), fue un médico, psiquiatra, filósofo y profesor argentino.
Sus padres fueron el español Juan Bautista Alcorta y la bonaerense María Elena Ramírez.

## Carrera
Estudió en la escuela primaria de Francisco Argerich y luego obtuvo una beca para continuar su formación en el Colegio de la Unión del Sur. En la cátedra de Filosofía tuvo como profesor a Juan Crisóstomo Lafinur y en la de Matemáticas a Avelino Díaz. Inició sus estudios en la carrera de Medicina en 1823; tuvo como docentes a Cosme Mariano Argerich en la cátedra de Nosografía, a Francisco de Paula Almeyra en las de Anatomía y Fisiología, a Juan A. Fernández en la de Instituciones Médicas, y a Francisco Rivero en las de Clínica Médica y Quirúrgica. 
Fundó en 1824 junto a otros estudiantes la «Sociedad Elemental de Medicina» de la cual fue su presidente y en la que sus miembros exponían trabajos sobre temas médicos. Allí Alcorta expuso acerca de las afecciones patológicas combinadas de los órganos y las variedades del pulso arterial. Obtuvo su diploma en 1827. Su tesis de doctorado fue  «Disertación sobre la manía aguda». En 1827 Alcorta fue designado profesor de la cátedra de Ideología (Filosofía) de la Universidad de Buenos Aires. Su pensamiento filosófico tenía influencias de John Locke y de Étienne Bonnot de Condillac. En esa época el sentido que se le dio a la palabra Ideología aplicada a la cátedra fue el de ser una disciplina filosófica cuyo objetivo era el análisis de las ideas y de las sensaciones, que no son estrictamente formas lógicas o metafísicas, ni hechos puramente psicológicos, ni categorías gnoseológicas, sino que tienen algo de cada uno de ellos. Por eso Alcorta creó secciones en el curso; Metafísica, Lógica y Retórica.
Tuvo como discípulos a José Mármol, Juan Bautista Alberdi, Pastor Obligado, Vicente Fidel López, Félix Frías, Julián Larrea, Luis Dorrego, Juan María Gutiérrez, José Gaffarot y Florencio Balcarce.

## Disertación sobre la manía aguda
La tesis presentada por Alcorta está fechada en 1827, tiene 22 páginas y es uno de los primeros estudios sobre la anatomía patológica y a las causas de la manía aguda en la Argentina, y la primera de doctorado de Psiquiatría presentada en la Universidad de Buenos Aires. Está archivada en la Biblioteca de la Facultad de Medicina. 
En este trabajo no se clasificaba al maníaco como un desquiciado destinado a la reclusión sino que se lo presentaba como a un individuo enfermo al que se lo podía recuperar a través de tratamientos, entre ellos la psicoterapia.

## Política
Fue elegido para ocupar un escaño en la Cámara de Diputados de la Provincia de Buenos Aires en 1832 por el partido de San Isidro hasta 1834. Desde su cargo se opuso a otorgar facultades extraordinarias a Rosas, sin éxito.
En 1833 Alcorta elaboró un proyecto de Constitución Provincial con Mateo Vidal y Justo García Valdés. Era liberal y democrática. Declaraba la libertad de culto, de prensa y de pensamiento. Proclamaba el derecho a la protección de la vida, la libertad, la reputación, la propiedad, la seguridad y la igualdad ante la ley.

## Premio Diego Alcorta
El «Premio Diego Alcorta» fue creado por la Sociedad Argentina de Humanismo Médico el 25 de septiembre de 1974, con el objetivo de distinguir a los médicos humanistas de la Argentina. 
Entre otros, el premio ha sido otorgado a los médicos Marcial Ignacio Quiroga (1978), Juan Cuatrecasas (1983), Osvaldo Fustinoni (1988), Alberto Rex González (1994), Jobino Sierra e Iglesias (1992), Horacio Hernán Hernández (1991), Christofredo Jakob (2005), Carlos D. Galles (2006), Manuel Luis Martí (2008) y Nelson Castro (2013).